# Greg Johnston
Peter Gregory „Greg” Johnston (ur. 16 maja 1959 w Devonport), nowozelandzki wioślarz. Brązowy medalista olimpijski z Seulu.
Zawody w 1988 były jego drugimi igrzyskami olimpijskimi, debiutował cztery lata wcześniej w Los Angeles. Brązowy medal zdobył w czwórce ze sternikiem. Osadę tworzyli ponadto Chris White, Ian Wright, Andrew Bird, George Keys. W tej samej konkurencji był pierwszy na mistrzostwach świata w 1983 i drugi w 1986. W ósemce zdobył srebro w 1979 i brąz w 1978.